# Introdução à mecânica quântica
Mecânica quântica (ou teoria quântica) é um ramo da física que lida com o comportamento da matéria e da energia na escala de átomos e partículas subatômicas. A mecânica quântica é fundamental ao nosso entendimento de todas as forças fundamentais da natureza, exceto a gravidade.
A mecânica quântica é a base de diversos ramos da física, incluindo eletromagnetismo, física de partículas, física da matéria condensada, e até mesmo partes da cosmologia. A mecânica quântica também é essencial para a teoria das ligações químicas (e portanto de toda química), biologia estrutural, e tecnologias como a eletrônica, tecnologia da informação, e nanotecnologia. Um século de experimentos e trabalho na física aplicada provou que a mecânica quântica está correta e tem utilidades práticas.
A mecânica quântica começou no início do século XX, com o trabalho pioneiro de Max Planck e Niels Bohr. Max Born criou o termo "mecânica quântica" em 1924. A comunidade de física logo aceitou a mecânica quântica devido a sua grande precisão nas previsões empíricas, especialmente em sistemas onde a mecânica clássica falha. Um grande sucesso da mecânica quântica em seu princípio foi a explicação da dualidade onda-partícula, ou seja, como em níveis subatômicos o que os humanos vieram a chamar de partículas subatômicas têm propriedades de ondas e o que era considerado onda tem propriedade corpuscular. A mecânica quântica também pode ser aplicada a uma gama muito maior de situações do que a relatividade geral, como por exemplo sistemas nos quais a escala é atômica ou menor, e aqueles que têm energias muito baixas ou muito altas ou sujeitos às menores temperaturas.

## Visão geral

### O inesperado

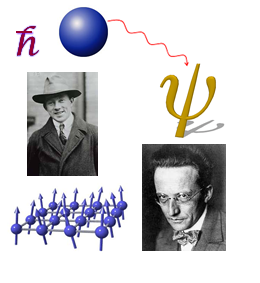
Werner Heisenberg e Erwin Schrödinger, pioneiros da mecânica quântica.

No final do século XIX, a física clássica parecia quase completa para alguns, mas essa percepção foi desafiada por achados experimentais que tal física não era capaz de explicar. Teorias físicas que funcionavam bem para situações na escala humana de espaço e tempo falhavam para explicar situações que eram muito pequenas, muito massivas, ou que se moviam a velocidades muito elevadas. Uma visão do universo que havia sido imposta por observações comuns estava sendo desafiada por observações e teorias que previam corretamente onde a mecânica clássica havia dado resultados impossíveis. Mas a figura que emergia era a de um universo que se recusava a comportar-se de acordo com o senso comum humano.
Nas grandes escalas a teoria da relatividade dizia que o tempo não passa à mesma proporção para todos observadores, que a massa poderia se converter em energia e vice-versa, que dois objetos, se movendo a velocidades maiores que a metade da velocidade da luz, não poderiam se aproximar a uma velocidade que excedesse aquela da luz, que o tempo progride a taxas menores próximo a corpos massivos, etc. As coisas não funcionavam da maneira que as experiências com réguas e relógios aqui na terra haviam levado os humanos a esperar.
Nas pequenas, as maravilhas eram ainda mais abundantes. Um fóton ou elétron não têm nem uma posição nem uma trajetória entre os pontos onde são emitidos e onde são detectados. Os pontos onde tais partículas podem ser detectadas não são onde alguém esperaria que fosse baseado nas experiências cotidianas. Com uma pequena probabilidade, o ponto de detecção pode até mesmo ser do outro lado de uma barreira sólida. A probabilidade é um fator saliente nas interações nessa escala. A trajetória de qualquer objeto de escala atômica é imprecisa no sentido de que qualquer medida que faça a posição de um objeto tornar-se mais precisa reduz a precisão com a qual nós podemos observar sua velocidade e vice-versa.
Na era da física clássica, Isaac Newton e seus seguidores acreditavam que a luz era constituída por um feixe de partículas, e outros acreditavam que a luz consistia de ondas se propagando em algum meio. Ao invés de encontrar um experimento que provasse que um dos lados estava certo, os físicos descobriram que um experimento designado a mostrar a frequência da luz ou outras "características de ondas" demonstrará a natureza ondulatória da luz, enquanto que um experimento designado a mostrar seu momentum linear ou outra "característica corpuscular" revelará a natureza corpuscular da luz. Ainda mais, objetos do tamanho de átomos, e até mesmo algumas moléculas, revelaram sua natureza ondulatória quando observados de maneira apropriada.
Os mais eminentes físicos avisaram que se uma explicação sobre a física quântica faz sentido no senso comum, então ela muito provavelmente tem falhas. Em 1927 Niels Bohr escreveu: "Qualquer um que não se chocar com a teoria quântica não a compreende."

### Como o inesperado veio à luz

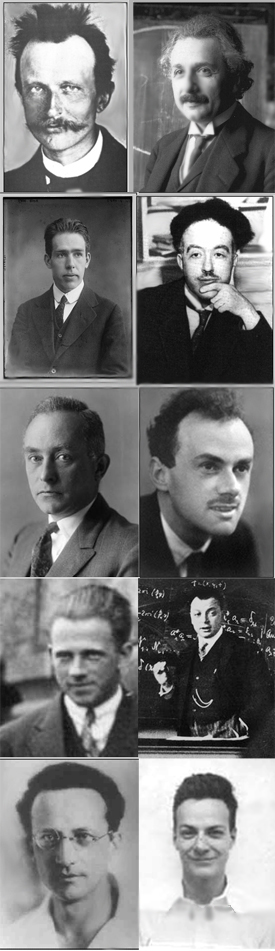
Dez físicos que fizeram diferença para a teoria quântica.

As fundações da mecânica quântica tiveram seu início com os primeiros trabalhos sobre as propriedades da luz, no século XVII, e a descoberta das propriedades da eletricidade e do magnetismo, no início do século XIX. Em 1690 Christiaan Huygens empregou a teoria ondulatória para explicar a reflexão e a refração da luz. Isaac Newton acreditava que a luz consistia de partículas infinitesimalmente pequenas que ele chamou de "corpúsculos". Em 1827, Thomas Young e Augustin Fresnel conduziram experimentos sobre a interferência da luz que encontrou resultados que eram inconsistentes com a teoria corpuscular da luz. Todos resultados teóricos e empíricos ao longo do século XIX pareciam inconsistentes com a teoria corpuscular da luz de Newton.
Experimentos posteriores identificaram fenômenos, como o efeito fotoelétrico, que eram consistentes apenas com um modelo de pacotes, ou quântico, da luz. Quando a luz incide sobre um condutor elétrico, elétrons parecem se mover para longe de suas posições originais. Em um material fotoelétrico, como o medidor de luz em uma câmera, a luz incidindo sobre o detector metálico faz com que os elétrons se movam. Aumentar a intensidade de uma luz que tenha apenas uma frequência fará com que mais elétrons se movam. Mas fazer com que os elétrons se movam mais rápido requer um aumento da frequência da luz. Portanto, a intensidade da luz controla a corrente elétrica através do circuito, enquanto que sua frequência controla sua voltagem. Essas observações contrariaram a teoria ondulatória da luz derivada do estudo das ondas sonoras e ondas do mar, onde a intensidade do impulso inicial era o suficiente para prever a energia da onda resultante. No caso da luz, a energia era função somente da frequência, um fato que precisava de uma explicação. Era também necessário reconciliar experimentos que mostravam a natureza corpuscular da luz com outros experimentos que revelavam sua natureza ondulatória.
Em 1874, George Johnstone Stoney foi o primeiro a propor que uma quantidade física, a carga elétrica, não poderia variar menos que um valor irredutível. Portanto a carga elétrica foi a primeira quantidade física a ser quantizada teoricamente. Em 1873, James Clerk Maxwell demonstrou teoricamente que um circuito elétrico oscilando deveria produzir ondas eletromagnéticas. Devido às equações de Maxwell foi possível calcular a velocidade da radiação eletromagnética puramente através de medidas elétricas e magnéticas, e o valor calculado correspondia muito proximamente à velocidade da luz medida. Em 1888, Heinrich Hertz fez um aparelho elétrico que produzia radiação cuja frequência era mais baixa do que a da luz visível, radiação que nós atualmente chamamos microondas. Pesquisadores iniciais diferiam na maneira de explicar a natureza fundamental do que é chamado de radiação eletromagnética, alguns afirmando que ela era composta por partículas, enquanto outros diziam que era um fenômeno ondulatório. Na física clássica essas ideias são mutualmente exclusivas.
A mecânica quântica teve início com o artigo pioneiro de Max Planck em 1900 sobre a radiação de corpo negro, marcando a primeira aparição da hipótese quântica. Em 1905, Albert Einstein estendeu a teoria de Planck para o efeito fotoelétrico. Em 1913, Niels Bohr lançou seu modelo atômico, incorporando a teoria quântica de Planck de uma maneira essencial. Esses e outros trabalhos do início do século XX formam a antiga teoria quântica.
Em 1924, Louis de Broglie criou a hipótese da dualidade onda-corpúsculo. Essa hipótese provou ser um ponto de virada, e rapidamente levou a uma variante mais sofisticada e completa da mecânica quântica. Contribuidores importantes em meados dos anos 20 para o que veio a ser chamado de "nova mecânica quântica" ou "nova física" foram Max Born, Paul Dirac, Werner Heisenberg, Wolfgang Pauli e Erwin Schrödinger. No final da década de 1940 e começo da de 1950, Julian Schwinger, Sin-Itiro Tomonaga, Richard Feynman e Freeman Dyson descobriram a eletrodinâmica quântica, que avançou significativamente nossa compreensão da teoria quântica do eletromagnetismo e do elétron. Mais tarde, Murray Gell-Mann desenvolveu uma teoria relacionada da força nuclear forte, chamada de cromodinâmica quântica.

### Espectroscopia e além

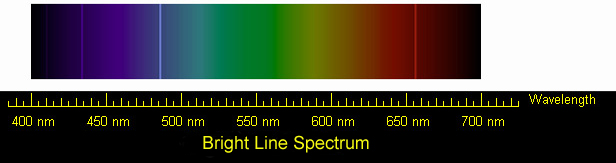
Foto da NASA da faixas brilhantes do espectro do hidrogênio

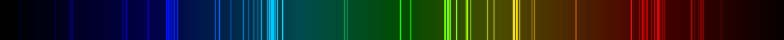
Foto da faixas brilhantes do nitrogênio

Quando a luz branca atravessa um prisma, ou a borda de um espelho ou um pedaço de vidro, ou então as gotas da chuva para formar um arco-íris, a luz branca é decomposta em um espectro. Esse espectro revela que a luz branca é composta de luz de todas as cores e portanto de todas as frequências.
Quando uma amostra composta de um elemento químico puro emite luz por aquecimento ou outros agentes, o espectro da luz emitida, chamado de espectro de emissão, é característico àquele elemento e à temperatura a que ela é aquecida. Diferentemente do espectro da luz branca, um espectro de emissão não é uma faixa larga composta de todas as cores do vermelho ao violeta, mas consiste de faixas estreitas, de uma cor cada e separadas das outras por faixas de escuridão. Tal figura é chamada de espectro de linha. Um espectro de emissão também pode conter linhas fora do intervalo da luz visível, detectáveis apenas por filmes fotográficos especiais ou equipamentos eletrônicos.
Foi sugerida a hipótese de que um átomo emite radiação eletromagnética da mesma forma que a corda de um violino "irradia" som - não apenas com frequência fundamental, mas também com harmônicos maiores. Uma descrição matemática do espectro de linha só foi criada em 1885, quando Johann Jakob Balmer propôs a seguinte fórmula para descrever o espectro de linha do hidrogênio atômico:
{\displaystyle {\frac {1}{\lambda }}=R\left({\frac {1}{2^{2}}}-{\frac {1}{n^{2}}}\right)}
onde {\displaystyle \lambda } é o comprimento de onda, R é a constante de Rydberg, e n é um inteiro > 2.
Essa fórmula pode ser generalizada para servir a átomos que não o hidrogênio, um fato que não nos deterá, exceto a percepção de que essa é a razão pela qual o denominador na primeira fração é expresso como um quadrado.
O próximo desenvolvimento foi a descoberta por Pieter Zeeman do efeito Zeeman, que teve a explicação física foi trabalhada por Hendrik Antoon Lorentz. Lorentz hipotetizou que o espectro de linha do hidrogênio resultava de elétrons vibrando. É possível obter informações a respeito do que ocorre dentro do átomo porque os elétrons em movimento geram um campo magnético. Por isso um elétron pode ser influenciado por um campo magnético externo, similar à maneira que um imã metálico irá atrair ou repelir outro.
O efeito Zeeman poderia ser interpretado para significar que o espectro de linha resulta de elétrons vibrando em suas órbitas, mas a física clássica não conseguia explicar por que um elétron não cai em espiral no núcleo, nem por que  as órbitas dos elétrons têm as propriedades requeridas para produzir o espectro de linha observado, descritível pela fórmula de Balmer. 